# Saison 11 de Naruto Shippuden
Pour un article plus général, voir Liste des épisodes de Naruto Shippuden.
Chronologie
Saison 10 de Naruto Shippuden Saison 12 de Naruto Shippuden

## Légende des tableaux
|  | Épisodes adaptés (sans couleur d'arrière plan) |

|  | Épisodes filler (hors manga) |

Légende : Les épisodes fillers (épisodes hors série exclusifs à l'animé qui ne sont pas dans les mangas) sont surlignés en couleur.

## Saison 11
Diffusée sur TV Tokyo entre le 5 avril 2012 et le 27 septembre 2012, elle contient 25 épisodes.
| No | Titre français                         | Titre japonais     | Titre japonais                                                    | Date de 1re diffusion |
| No | Titre français                         | Kanji              | Rōmaji                                                            | Date de 1re diffusion |
| --- | -------------------------------------- | ------------------ | ----------------------------------------------------------------- | --------------------- |
| 257 | Rencontre                              | 出会い             | Deai (Rencontre)                                                  | 5 avril 2012          |
| Rétrospective de l’enfance de Naruto et ses débuts en tant que genin avec Sasuke et Sakura sous la férule de Kakashi, jusqu’à leur départ pour le Pays des Vagues. Centré sur la rencontre de Naruto et Sasuke et le début de leur relation houleuse. Note : Épisode spécial, célébrant les 10 ans de la série télévisée d'animation. |                                        |                    |                                                                   |                       |
| 258 | Rivaux                                 | ライバル           | Raibaru (Rivaux)                                                  | 12 avril 2012         |
| Suite de la rétrospective : pendant la 2e épreuve de l’examen chūnin, où se déroule la rencontre avec Orochimaru et les genin du Pays de la Pluie. Sasuke prend conscience des progrès et du potentiel de Naruto, et décide de s’entraîner avec Kakashi ; ils arrivent au cours de la 3e épreuve, pour son combat contre Gaara, tandis que Naruto a déjà gagné le sien. Note : Épisode spécial, célébrant les 10 ans de la série télévisée d'animation. |                                        |                    |                                                                   |                       |
| 259 | Fissures                               | 亀裂               | Kiretsu (Fissures)                                                | 19 avril 2012         |
| Suite de la rétrospective : le combat contre Gaara et le Shukaku contre lesquels Sasuke échoue, tandis que Naruto réussit ; puis le face à face avec Itachi et Kisame durant le voyage de Naruto et Jiraya pour retrouver Tsunade. Cassé physiquement et psychologiquement par son grand frère, Sasuke se retrouve à l’hôpital et doit être soigné par Tsunade ; lors de sa convalescence, il provoque Naruto en duel, jaloux des progrès de son camarade, et remarque au moment où Kakashi interrompt le duel la puissance de la nouvelle technique de Naruto, l’« Orbe Tourbillonnant ». Abordé par le Quartet du Son, Sasuke se voit proposer de rejoindre Orochimaru pour gagner plus de puissance. Note : Épisode spécial, célébrant les 10 ans de la série télévisée d'animation. |                                        |                    |                                                                   |                       |
| 260 | Séparation                             | 離別               | Ribetsu (Séparation)                                              | 26 avril 2012         |
| Fin de la rétrospective : l’équipe de secours envoyée pour récupérer Sasuke s’est sacrifiée pour permettre à Naruto de le rattraper, Chôji face à Jirôbô, Neji face à Kidômaru, Kiba et Akamaru face à Sakon et Ukon, Shikamaru face à Tayuya et Rock Lee face à Kimimaro. Naruto rejoint Sasuke dans la Vallée de la Fin et ils combattent jusqu’au KO de Naruto ; Sasuke rejoint Orochimaru et Naruto est ramené au village par Kakashi. Note : Épisode spécial, célébrant les 10 ans de la série télévisée d'animation. |                                        |                    |                                                                   |                       |
| 261 | Pour un ami                            | 友のために         | Tomo no tame ni (Pour un ami)                                     | 3 mai 2012            |
| [Chapitre 516] — Près du quartier général d’Akatsuki, Anko reste espionner et se fait capturer par Kabuto, tandis que le reste de son équipe rapporte les informations recueillies, poursuivis par des invocations de la « Réincarnation des âmes », dont Deidara et Sasori. Madara envoie les 100 000 Zetsu au front, les faisant voyager sous terre et les autres invocations de Kabuto sont déployées. Du côté de l’Alliance Ninja, les tensions montent ; Gaara apaise les querelles avec un discours, et ils se mettent en route pour la bataille. Naruto s’apprête à entamer la dernière étape de son apprentissage de la maîtrise du chakra de Kyûbi. |                                        |                    |                                                                   |                       |
| 262 | Le début de la guerre                  | 開戦！             | Kaisen! (La guerre commence !)                                    | 10 mai 2012           |
| [Chapitres 517-518] — L’unité d’embuscade de l’Alliance Ninja, dirigée par Kankurô se dirige vers le territoire ennemi sur les oiseaux d’encre de Saï. Pendant ce temps, l’évacuation des territoires à risques s’organise, et les différentes unités partent vers leur destination. Poursuivis par L’unité d'embuscade d’Akatsuki, Tokuma, Ranka et Muta finissent par tomber aux mains de l’ennemi, non sans être parvenus à envoyer les informations au quartier général. Kankurô, Omoï, Saï et leurs compagnons arrivent en territoire hostile et installent leur camp ; soudain, Muta apparaît devant eux contrôlé par Sasori qui tente de faire exploser le groupe avec une bombe insérée dans sa jarre d’insectes. Manipulés également par Sasori, Tokuma et Ranka attaquent le groupe qui a pu se protéger de la déflagration. Dans les invocations de Kabuto qui leur sont opposés, Saï reconnaît son grand frère, Shin. Furieux de voir qu’on utilise contre eux des connaissances, Omoï passe à l’offensive et libère Tokuma et Ranka en coupant les fils de Sasori. Kankurô saisit l’occasion pour se relier à ce dernier et le faire tomber ; il dévoile alors sa nouvelle marionnette, l’ancien corps de Sasori. |                                        |                    |                                                                   |                       |
| 263 | Saï et Shin                            | サイとシン         | Sai to Shin (Saï et Shin)                                         | 17 mai 2012           |
| [Chapitres 518-519] — Kankurô engage un duel contre Sasori, qui utilise Shin comme marionnette. Ce dernier s’avère rempli d’explosifs de Deidara, mais l’explosion est circoncise par Kankurô qui enferme Shin dans sa marionnette Sanshōuo. En lui disant qu’il peut faire de son frère une bombe à volonté, Deidara provoque Saï et se moque de son art. Ce dernier dessine deux géants qui projettent Sasori et Deidara, réceptionnés dans des marionnettes de Kankurô ; Omoï neutralise Deidara avec son épée parcourue de chakra de foudre, l’empêchant de se faire exploser. Face à Shin, Saï se souvient du jour où Danzô leur a demandé de s’affronter à mort. En voyant à terre le dessin de Saï où ils se tiennent la main, l’âme de Shin est libérée de la technique de Kabuto ; il part en remerciant son frère. Kankurô sermonne Sasori, lui disant qu’un marionnettiste ne devrait pas se faire contrôler ; l’âme de Sasori s’en trouve libérée également. À côté de Kabuto, Madara s’interroge sur le but et les capacités de son allié. |                                        |                    |                                                                   |                       |
| 264 | Le secret de la réincarnation des âmes | 穢土転生の秘密     | Edo Tensei no Himitsu (Les secrets de la réincarnation des âmes)  | 24 mai 2012           |
| [Chapitres 519 à 521] — Naruto s’habitue au mode du chakra de Kyûbi ; Killer Bee tente de lui apprendre la technique de la « bombe bijū », mais Kyûbi refuse de coopérer pour le laisser prendre sa forme. Hachibi explique à Naruto les risques qu’il court à utiliser le chakra de son démon, surtout si celui-ci lui est hostile. Ils s’aperçoivent que l’« Orbe tourbillonnant » est une technique directement inspirée de la « bombe bijū », que Naruto s’efforce alors de produire sous sa forme humaine. Madara, ne faisant pas confiance à Kabuto lui demande de lui montrer comment fonctionne la technique de la « Réincarnation des âmes ». Kabuto accepte et lui fait une démonstration avec Fû et Torune, prisonniers de Madara. La démonstration faite, ce dernier demande comment arrêter cette technique décrite comme invincible par Kabuto. Au quartier général de l’Alliance Ninja, Ao transmet aux Kage le rapport de Muta. La division de Kitsuchi est immédiatement contactée pour débusquer l’ennemi avec des techniques Doton. |                                        |                    |                                                                   |                       |
| 265 | Retrouvailles avec un vieil ennemi     | 宿敵との再会       | Shukuteki to no Saikai (Retrouvailles avec une nemesis)           | 31 mai 2012           |
| [Chapitres 520 à 522] — La 5e division de l’Alliance Ninja s’apprête à se mettre en route. Dans le ciel, Saï, Zaji et Omoï se font attaquer par Haku ; ils se retrouvent à terre, nez à nez avec ce dernier et ses coéquipiers Zabuza, Pakura et Gari. Ils sont le point d’engager le combat, quand la division de Kakashi intervient. Après avoir laissé cours à quelques souvenirs du Pays des Vagues, Kabuto restreint les sentiments de ses invocations et les lance à l’attaque. Dans la brume de Zabuza, les pouvoirs héréditaires des invocations de la « Réincarnation des âmes » font des ravages parmi les rangs de l’Alliance. Alors que Kakashi s’apprête à lancer la contre-offensive, six nouveau cercueils apparaissent : aux côtés de Zabuza se dresse la dernière génération des « Épéistes légendaires de Kiri ». |                                        |                    |                                                                   |                       |
| 266 | Le premier ennemi, le dernier ennemi   | 最初の敵、最後の敵 | Saisho no teki, saigo no teki (Premier ennemi, dernier ennemi)    | 7 juin 2012           |
| [Chapitres 523-524] — Au Pays du Fer, Jûgo et Suigetsu s’évadent ; ce dernier explique à son compagnon son rêve de recréer et de diriger la légendaire escouade des « Sept épéistes de Kiri ». Sur le champ de bataille, la 3e division de l'Alliance Ninja doit justement faire face aux derniers et plus puissants de leurs représentants invoqués par Kabuto, cinq d’entre eux ayant leur épée. Kakashi met en place une stratégie combinant les techniques des clans Nara et Yamanaka pour piéger Zabuza. Alors que Suigetsu explique à Jûgo les capacités de chacune des épées légendaires de Kiri, l’Alliance Ninja subit de lourdes pertes dans la brume créée par Zabuza. Kakashi est sur le point de toucher sa cible lorsqu’il voit Haku s’interposer ; le leitmotiv lui rappelle le Pays des Vagues. Bien que blessé, Kakashi parvient à maîtriser son adversaire ; Zabuza et Haku sont scellés et la brume se dissipe. Ailleurs, la division de Kitsuchi combat une partie de l’armée des Zetsu, tandis que celle de Gaara se prépare affronter les anciens Kage. |                                        |                    |                                                                   |                       |
| 267 | Le fin stratège de Konoha              | 木ノ葉の天才軍師   | Konoha no Tensai Gunshi (Le stratège de génie de Konoha)          | 21 juin 2012          |
| [Chapitre 525] — Face à la compagnie de Gaara, le second Tsuchikage invoque le quatrième Kazekage, le troisième Raikage et le second Mizukage ; leurs gestes sont restreints, mais ils restent pleinement conscients, et se disputent au nom de leur anciennes inimitiés, se demandant pourquoi ils sont là et qui les a invoqués. Au quartier général de l'Alliance Ninja, A est mis au courant de la situation sur les différents champs de bataille ; Ao s’aperçoit que la première division de Darui, affectée à la surveillance du littoral va devoir affronter une grande force ennemie composée de Zetsu blancs et de ninjas puissants invoqués par la « Réincarnation des âmes » (dont Kakuzu, Hizashi Hyûga, Dan, Asuma ainsi que les frères Kinkaku et Ginkaku de Kumo. Shikaku met en place un stratagème visant à concentrer les forces sur l’ennemi à cet endroit. La division de combat rapprochée de Kitsuchi termine son combat face aux Zetsu blancs et se prépare à aller prendre les ennemis arrivant sur la plage à revers, tandis qu’Oonoki, seul capable de contrer le Jinton de son ancien maître est envoyé rejoindre l’unité de Gaara. Ce dernier, qui espionne les anciens Kage avec son « Troisième œil » est repéré par son père… |                                        |                    |                                                                   |                       |
| 268 | À chacun son combat!                   | それぞれの激戦！！ | Sorezore no Gekisen!! (Batailles féroces !)                       | 28 juin 2012          |
| [Chapitre 525-526] — La Mizukage et ses acolytes s’occupent de la protection des seigneurs féodaux et les déplacent régulièrement, tandis que le Zetsu noir les traque pour tenter de les prendre en otages. Ailleurs, l'unité d'embuscade dirigée par Kankurô constate l'arrivée de renforts de l'unité adverse ; ils tombent nez-à-nez avec Chiyo, Kimimaro, Hanzô et Chûkichi et battent en retraite. Les différentes unités reçoivent leurs ordres pour aller renforcer les lignes défendant la plage ; Shikamaru doit partir avec la moitié de la division de combat à longue distance, mais l’autre moitié reçoit Oonoki en renfort pour contrer le jinton de son ancien maître, Mû. Sur le littoral, Darui lance la première attaque sur les Zetsu blancs et donne le signal à sa division d'attaquer ; les invocations de Kabuto se lancent également dans la bataille : Chôza doit faire face à Dan et Asuma, et Hiashi Hyûga à son frère Hizashi. Alors que le combat fait rage, Darui se prépare à combattre face aux frères Kinkaku et Ginkaku. |                                        |                    |                                                                   |                       |
| 269 | Le Mot tabou                           | NGワード           | NG wādo (Mots tabous)                                             | 5 juillet 2012        |
| [Chapitre 527-528] — Au quartier général de l'Alliance Ninja, le Raikage explique à Tsunade l’histoire des frères Kinkaku et Ginkaku. Sur le champ de bataille, Darui est secondé par Samui et Atsui. Kinkaku et Ginkaku dégainent quatre des cinq outils précieux du Sage : la « corde de la clarté », l'« épée des sept étoiles », la « gourde pourpre », permettant de sceller une personne lorsqu’elle prononce le mot qu’elle a le plus souvent utilisé dans sa vie et l’« éventail de feuilles de palme » permettant d’utiliser les cinq types de chakra. Atsui et Samui se font rapidement piéger et sceller dans la gourde pourpre. Après quelques échanges de coups, Darui se retrouve en mauvaise posture et sur le point de se faire aspirer, mais parvient au dernier moment à changer son mot tabou, « naze », en « désolé ». Il parvient à se saisir des outils et à les utiliser contre Ginkaku, qui se fait aspirer après avoir prononcé « Kinkaku » ; ce dernier, furieux, revêt le manteau de Kyûbi à six queues. |                                        |                    |                                                                   |                       |
| 270 | Des Liens en Or                        | 金色の絆           | Konjiki no kizuna (Des liens dorés)                               | 19 juillet 2012       |
| [Chapitres 529-530] — Loin du champ de bataille, Naruto en plein entraînement perçoit la perturbation provoquée par la transformation de Kinkaku. Ce dernier, revêtu du manteau de Kyûbi fait des ravages, poussant le Raikage à faire envoyer à la 1re division le « pot de purification ambré », par le biais de Mabui, afin de le sceller. Darui, rejoint par Kitsuchi et leurs compagnies tentent de gagner du temps en attendant Shikamaru, Ino et Chôji, chargés de combiner leurs compétences pour forcer Kinkaku à répondre à son nom pour le sceller dans le pot. Ces derniers arrivent sur le champ de bataille, et combinent les techniques du « Boulet humain », de la « Manipulation des ombres » et de la « Transposition » pour parvenir à leurs fins. Continuant le combat, ils se retrouvent face à Kakuzu qui leur dit que Kinkaku et Ginkaku on beau avoir été vaincus, leurs propres généraux d’or et d’argent ont déjà été capturés et retournés contre eux, invoqués par Kabuto : Dan et Asuma, leur ancien sensei. Celui-ci vient à leur rencontre… |                                        |                    |                                                                   |                       |
| 271 | Road To Sakura                         | ROAD TO SAKURA     |                                                                   | 26 juillet 2012       |
| Alors en mission, Ino voit tout à coup un flash de lumière, puis Sakura tomber du ciel avec un pendentif au cou. Elle la ramène au village, mais Sakura est devenue amnésique. Avec ses camarades, Ino fait tout pour essayer de lui faire retrouver la mémoire, en vain. Lorsqu’elle se trouve face à ses parents, Sakura panique et s’enfuit en larmes ; à la porte du village, elle s’aperçoit qu’elle a perdu son pendentif. Lorsque ses parents arrivent pour lui rendre, s’étonnant qu’elle ait le même pendentif que son père, Sakura a un flashback où elle revoit, petite, ses parents ninjas se faire tuer après lui avoir donné le pendentif ; elle retrouve la mémoire, serre ses parents dans ses bras et annonce à Ino qu’elle n’est pas la Sakura qu’elle croit connaître, avant de disparaître. Dans la seconde partie de l’épisode, Shikaku Nara et Mabui font un exposé de la situation de la 4e grande guerre ninja. Note : Cet épisode est une introduction au film Naruto Shippuden: Road to Ninja. |                                        |                    |                                                                   |                       |
| 272 | Mifune contre Hanzô                    | ミフネVS半蔵       | Mifune tai Hanzō (Mifune contre Hanzô)                            | 2 août 2012           |
| [Chapitres 530 à 532] — L’unité d’embuscade est poursuivie par le groupe d’invocations devant lesquelles elle a battu en retraite ; une unité de samouraïs dirigée par Mifune est en route pour leur porter assistance. Arrivé à proximité de ceux qu’il poursuit, Hanzô invoque sa salamandre, Ibuse, qui crache son poison. Au moment où Kankurô va être tué par Hanzô, Mifune s’interpose, et les samouraïs protégés de leurs masques mettent les ninjas à l’abri. Mifune explique à Hanzô qu’il s’est allié aux cinq grandes nations ninja pour protéger la paix, et engage le combat avec lui, tandis que Kimimaro et Chiyo affrontent les samouraïs. Pendant le combat, Mifune et Hanzô discutent de la paix et de la mort ; Mifune explique à Hanzô pourquoi leur sabre est si important pour les samouraïs, et lui fait se rappeler le jour où Pain l’a tué. Il lui révèle également l’avoir déjà affronté par le passé, Hanzô lui ayant brisé son sabre et fracassé le crâne ; poussé par ses convictions, Mifune parvient cette fois à briser le kusari-gama de Hanzô et à lui arracher son masque, après l’avoir empêché d’utiliser son ninjutsu par la rapidité de ses mouvements de iaidō. Hanzô se souvient de leur combat passé et de leur discussion sur les convictions ; voyant qu’il avait perdu les siennes, il se poignarde dans sa poche de poison, donnant l’occasion aux ninjas de le sceller, confiant à Mifune ses convictions retrouvées : apporter la paix. |                                        |                    |                                                                   |                       |
| 273 | La véritable gentillesse               | 本当の優しさ       | Hontō no yasashisa (La véritable gentillesse)                     | 9 août 2012           |
| [Chapitres 530 à 533] — Izumo, Kotetsu et Darui engagent le combat contre Kakuzu, dont les « masques » attaquent l’alliance ; Tenten a récupéré l’éventail de feuilles de palme et s’en sert pour détruire le masque raiton. Shikamaru, Ino et Chôji reçoivent pour mission de combattre Asuma, leur ancien maître ; ils engagent le combat, mais au dernier moment, Chôji ne peut se résoudre à le frapper et Ino est obligée de le sauver d’une attaque d’Asuma. Ce dernier et ses camarades essaient de le remotiver pour poursuivre le combat ; Chôji se souvient alors du moment où à l’entraînement, Asuma lui avait dit que sa gentillesse deviendrait sa force pour protéger ses amis. Asuma lui dit que ce moment est venu ; il lui supplie de l’arrêter et le traite de « gros » pour le mettre en colère. |                                        |                    |                                                                   |                       |
| 274 | La Formation Ino-Shika-Chô parfaite!   | 完璧な猪鹿蝶！！   | Kanpeki na Inoshikachō!! (La formation Ino-Shika-Chô parfaite !)  | 9 août 2012           |
| [Chapitres 533-534] — Chôji s’apprête à frapper Asuma, mais ses souvenirs ressurgissent, et il arrête son poing au dernier moment. Voyant qu’il a perdu toute volonté de combattre, Shikamaru fait une diversion, et Ino prend le contrôle de son corps pour contrer l’attaque d’Asuma, tandis que Shikamaru utilise sa technique des ombres sur Ino pour protéger ses arrières alors qu’elle est inconsciente. Chôza intervient pour les protéger tous les trois un bref moment. Shikamaru se fâche contre Chôji en lui disant qu’ils ne sont plus des enfants à protéger, et que s’il ne se reprend pas, Asuma pourrait tuer son propre enfant. Son père lui rappelle qu’il est le seizième chef du Clan Akimichi, et Ino lui rappelle la symbolique des boucles d’oreilles, faisant d’eux des adultes et ninjas à part entière. En repensant à son serment prêté lors de son passage à l’état d’adulte, Chôji se reprend et développe ses ailes de chakra sans prendre de pilule spéciale. Avec leur formation Ino-Shika-Chô, ils immobilisent Asuma qui leur fait ses compliments, avant que l’unité de scellement ne s’occupe de lui. Ils remercient Asuma de les avoir rendus si forts. Chôji décide de prendre les devants pour terminer la bataille et déploie ses ailes à nouveau. |                                        |                    |                                                                   |                       |
| 275 | Un message qui vient du cœur           | 心の中の手紙！     | Kokoro no naka no tegami! (Un message qui vient du cœur !)        | 16 août 2012          |
| [Chapitres 534 à 536] — Naruto est perturbé par le chakra de Kyûbi qu’il a ressenti à l’extérieur, et ne parvient plus à se concentrer sur son entraînement. Il cherche alors à sortir, mais est arrêté par un groupe de gardes menés par Shibi Aburame ; Iruka s’avance pour parler à Naruto. Il tente de lui mentir sur la raison de son isolement, mais Naruto force le passage en « mode sage » et traverse la cascade. Immobilisé par une technique du Clan Nara, il absorbe de l’énergie naturelle et ressent tout ce qui se passe sur les différents champs de bataille. Iruka lui explique alors qu’ils sont en guerre pour le protéger et protéger ainsi le monde ninja, mais Naruto décide de mettre fin à la guerre lui-même en repensant aux paroles de Nagato. Il tente de convaincre Iruka de lui faire confiance, mais celui-ci lui rapporte son bandeau protecteur et en profite pour l’entourer d’un sceau barrière. Utilisant le chakra de Kyûbi, Naruto brise toute étreinte et s’enfuit ; durant sa fuite, Naruto découvre un message glissé par Iruka dans son bandeau protecteur, lui disant qu’il n’a pu le retenir et a failli dans sa mission confiée par Tsunade, face à la détermination du jeune ninja ; il lui demande alors de revenir vivant, s’excusant de n’avoir pu le protéger. Quand Bee surgit à son tour de la cascade, Iruka lui supplie de protéger Naruto ; joignant son poing à celui d’Iruka, Bee comprend qui il est et l’importance qu’il a pour Naruto ; il part alors à la suite de Naruto pour l’assister et terminer son entraînement, malgré les ordres du Raikage. Ce dernier, au quartier général est furieux ; Tsunade s’assure alors que l’équipe, censée retenir Naruto sur l’île avec une barrière auto-régénérante à trente-six couches, que même un jinchūriki ne peut franchir, est prête. Bee se joint à Naruto pour attaquer la barrière ; en conjuguant leurs forces, avec un « orbe du démon » de Bee poussé par Naruto, ils traversent toutes les couches… |                                        |                    |                                                                   |                       |
| 276 | La statue Gedô passe à l'attaque       | 外道魔像の襲来     | Gedō mazō no shūrai (L’assaut de la statue du Démon des Enfers)   | 23 août 2012          |
| [Chapitres 536-537] — Killer Bee et Naruto quittent l’île, reliée au Pays de la Foudre. Pendant ce temps, le Zetsu noir s’apprête à enlever les seigneurs féodaux, et est attaqué par la Mizukage et l’équipe assignée à leur protection. Au cours du combat, Zetsu ressent le chakra de Kyûbi et Hachibi et prévient Tobi qui lui dit de continuer à maintenir la Mizukage et son équipe hors des autres champs de bataille, bien que la prise des daimyo ne soit plus un objectif à atteindre. Tobi décide de partir sur le champ de bataille pour récupérer les deux derniers bijū. Sur la plage, les combats se terminent ; Chôza et ses compagnons parviennent à confiner Dan et Tenten détruit les masques de Kakuzu avec l’éventail de feuilles de palme avant de s’écrouler à court de chakra. Grâce à l’aide de Chôji, les dernières invocations de Kabuto sont vaincues, et les Zetsu blancs sont également détruits. À ce moment, Tobi apparaît et invoque la statue du « Démon des Enfers ». Au quartier général, Tsunade et le Raikage apprennent les nouvelles de la fuite de Naruto et Bee et de l’attaque de Tobi ; le Raikage décide d’aller personnellement arrêter les jinchūriki avec Tsunade, laissant la coordination du quartier général à Shikaku. Profitant de la confusion semée par son invocation, que ni une attaque coordonnée de Chôji et Chôza, ni la technique ultime de Kitsuchi ne parvient à arrêter, Tobi se faufile jusqu’au pot de purification ambré contenant Kinkaku et Ginkaku pour le voler, malgré l’intervention de Shikamaru qui avait compris ses intentions. Ayant atteint son but, Tobi bat en retraite avec son invocation, laissant le champ de bataille dévasté. Sur les autres champs de bataille, Kabuto comprend également les intentions de Tobi, et rappelle ses invocations ; l’alliance ninja se prépare pour une éventuelle attaque nocturne ; chaque camp a perdu la moitié de ses soldats, 40 000 pour l’alliance ninja, 50 000 pour Akatsuki. |                                        |                    |                                                                   |                       |
| 277 | Le Signe de réconciliation             | 和解の印           | Wakai no in (Le symbole de la réconciliation)                     | 30 août 2012          |
| [Chapitres 538-539] — Naruto et Killer Bee continuent à se diriger vers le champ de bataille en s’éclairant grâce au chakra Kyûbi. Pendant le trajet, celui-ci prend Naruto à partie et tente de lui faire comprendre qu’il ne pourra pas tout résoudre tout seul et mettre un terme à la haine engendrée par la guerre, et lui rappelle qu’il n’a rien pu faire pour celle qui consume Sasuke. Naruto se souvient alors de son premier combat contre Sasuke, à l’académie ninja lors d’un entraînement, et où battu, il avait vu dans les yeux de son adversaire sa haine du monde, avant de refuser de faire le symbole traditionnel de la réconciliation marquant traditionnellement la fin du combat. Alors que Kyûbi fait remarquer à Naruto que la haine de Sasuke n’a fait que devenir de plus en plus vive malgré ses efforts, Naruto lui dit qu’il ne perdra jamais ses convictions, qu’il aidera Sasuke coûte que coûte, mettra fin à la guerre, et lui annonce qu’il s’occupera aussi un jour de la haine que le démon renard garde en lui. En lui-même, Naruto remercie Kyûbi d’avoir malgré tout veillé sur lui depuis son enfance comme l’auraient fait des parents, et espère qu’il continuera à veiller sur lui pour qu’il puisse continuer à suivre son nindō. |                                        |                    |                                                                   |                       |
| 278 | Ninjas médecins pris pour cible        | 狙われた医療忍者   | Nerawa reta iryō ninja (Les ninjas médicaux sont pris pour cible) | 6 septembre 2012      |
| [Chapitres 539-540] — En poste d’observation durant la nuit, Neji tombe à court de chakra et Kiba lui conseille d’aller à la tente médicale. Là-bas, malgré les contrôles à l’entrée, des jōnin médicaux sont assassinés ; après avoir été soigné par Sakura, Neji propose d’utiliser son Byakugan pour retrouver l’espion qui a été infiltré dans l’Alliance ninja, mais faisant semblant de rechercher le coupable, il assassine deux autres jōnin médicaux après leur avoir demandé où se trouvait Sakura. Pendant ce temps, cette dernière reçoit un ninja qu’elle a soigné qui lui donne une lettre d’amour ; lui expliquant qu’elle est déjà amoureuse de quelqu’un, elle le congédie et repense à Sasuke. Alors qu’il s’avère que le vrai Neji n’est pas allé à la tente médicale, le faux s’introduit dans la tente de Sakura ; il cherche à savoir où se trouve Shizune, la capitaine de l’unité médicale, mais quand Sakura lui dit qu’elle soigne Ton-Ton d’une entorse, le faux Neji fait une erreur en parlant de mains, pensant que c’est un ninja, ce qui permet à Sakura de le démasquer. Au moment où il s’apprête à la poignarder, elle l’écrase d’un coup de poing et s’aperçoit qu’il s’agit d’une transformation de Zetsu ; ce dernier lui explique que sa technique de transformation est très puissante et lui permet de prendre la forme et le chakra d’une personne, laissant comprendre qu’il y a sans doute maintenant beaucoup d’espions ayant pris la forme de ninjas de l’alliance dans leur camp. Sakura repense au rapport à propos de la fausse mort de Kisame face à Killer Bee et au Raikage et comprend de quelle manière fonctionne la technique de Zetsu. Au quartier général, Shikaku reçoit de nombreux rapports d’assassinats, puis apprend par Sakura que plusieurs Zetsu blancs ont infiltré leurs troupes ; Ao et Mabui estiment que la situation est catastrophique. Shikaku se concentre et examine toutes les données de la guerre en sa possession pour chercher rapidement une solution avant le combat du lendemain, pour éviter que les ninjas de l’Alliance ne s’entretuent. |                                        |                    |                                                                   |                       |
| 279 | Le piège du Zetsu blanc                | 白ゼツの罠         | Shiro Zetsu no torappu (Le piège des Zetsu blancs)                | 13 septembre 2012     |
| Hinata, Kiba et Shino découvrent dans une grotte la faille qui permet aux Zetsu blancs d’infiltrer le camp de l’alliance ninja. Ils les combattent jusqu’à ce que l’unité chargée de confiner la grotte arrive, mais se trouvent coincés par une explosion. Découvrant un des ninjas venus les aider tué par un kunai, ils se rendent compte qu’un des ennemis a survécu et a pu les infiltrer ; ne se faisant pas confiance, ils partent chacun de leur côté, et se retrouvent quand le 2e ninja chargé de confiner la grotte est assassiné à son tour. Retrouvant un morceau du vêtement de Shino dans la main de la victime, Kiba l’attaque, mais Shino se défend en disant qu’il a été déchiré lors de l’explosion. Pour tenter de découvrir le traître, ils jouent à « pierre-papier-ciseaux », le perdant devant répondre à des questions personnelles, mais se rendent compte que Zetsu connaît beaucoup de choses sur eux par l’entremise de Yamato, fait prisonnier par Kabuto. Finalement, Shino attaque Kiba qui le vainc, aidé par Hinata, mais cette dernière se révèle être un Zetsu blanc. Alors que Kiba s’apprête à être attaqué, Shino apparaît et explique qu’ils ont vaincu un clone d’insectes, et que la phase de pierre-feuille-ciseaux était un message codé destiné à celui n’étant pas un traître pour qu’il suive ses instructions et vainc son clone pour pousser Zetsu à se trahir. Shino détruit le traître avec ses insectes et ils partent à la recherche de la vraie Hinata avant de sortir de la grotte et de jurer de détruire tous les Zetsu blancs au courant de leurs secrets les plus embarrassants. |                                        |                    |                                                                   |                       |
| 280 | L'esthétique de l'artiste              | 芸術家の美学       | Geijutsuka no bigaku (L'esthétique de l'artiste)                  | 20 septembre 2012     |
| Les Zetsu blancs s’introduisent la nuit dans le camp des samouraïs, et parviennent à libérer Deidara qui y était retenu prisonnier. Mifune, Okisuke et Kurotsuchi, qui était venue interroger Deidara pour savoir où étaient Kabuto et Sasuke partent à leur poursuite avec une escouade de samouraïs, mais ils n’ont qu’un ninja pouvant utiliser le raiton à l’aide d’une batterie pour repousser le bakuton de l’artiste. Deidara, qui a appris de Kurotsuchi que Sasuke a survécu à son « Art Ultime » et a rejoint Akatsuki est terriblement vexé ; alors que Kabuto s’apprête à le rappeler, il lui demande de le laisser combattre les samouraïs pour regagner son honneur d’artiste et perfectionner un « Super Art Ultime ». Avec Chûkichi, Kabuto fait gagner du temps à Deidara et lui permet d’atteindre un terrain où il peut trouver de l’argile. Leur premier combat avec Deidara est un échec, le ninja utilisant le raiton n’étant pas assez puissant pour contenir les explosions de Deidara, mais ce dernier est désespéré en voyant que son corps ne peut être détruit et est donc incompatible avec son esthétique d’artiste de l’art éphémère. Deidara repart pour tenter de trouver la voie vers le « Super Art Ultime ». Comprenant qu’il est obsédé par Sasuke qui a hautainement ignoré son art, Kurotsuchi prend la forme du jeune ninja rénégat pour aller au devant de Deidara, et l’attire sur un terrain pierreux où ce dernier ne peux pas dévier le raiton. Mifune perce Deidara de son sabre, et lui envoie une décharge de raiton suffisante pour bloquer son bakuton ; Kankurô l’enferme à nouveau dans sa marionnette Kuroari. Sur le chemin du retour, Deidara réfléchit à ce que pourriat être son « Super Art Ultime ». |                                        |                    |                                                                   |                       |
| 281 | La coalition des mamans                | 母ちゃん連合軍！！ | Kaachan rengō gun!! (La coalition des mamans !)                   | 27 septembre 2012     |
| Au village de Konoha, rares sont les hommes qui ne sont pas partis pour la guerre. Ebisu tente de convaincre les femmes et les anciens de créer une milice populaire pour protéger le village d’éventuels attaquants, mais personne ne le prend au sérieux, tous les pillards ayant été facilement vaincus lors des guerres précédents. Alors qu’il est devant le mur des Hokage, Konohamaru voir arriver plusieurs de ses amis et une vieille femme prétendant que divers dangers arrivent de l’est et de l’ouest ; il essaie d’alerter le village, mais ni Ebisu, ni les femmes ne le croient face au caractère insolite des menaces (une ayant vu des géants, un autre un grand feu, un troisième des ninjas pouvant faire des « Orbes tourbillonnants » avec les pieds, et la vieille femme, un démon à queues ours). Il essaie alors de convaincre les autres enfants, mais seuls Moegi et Udon le suivent. Dans la forêt à l’est, ils tombent sur un cirque itinérant avec un clown sur un ballon, des acrobates, un cracheur de feu et un ours et comprennent leur erreur. Alors qu’il est en rage de s’être couvert de ridicule, des sumos géants attaquent du côté ouest de la ville ; les mères du village se dressent devant eux pour protéger les enfants et les rossent. Alors qu’ils se replient, Konohamaru se met devant eux et les envoie valser avec un « Orbe tourbillonnant », avant d’être porté en triomphe par les autres enfants. |                                        |                    |                                                                   |                       |